# Василий Динков
Василий Александрович Динков (на руски: Васи́лий Алекса́ндрович Динко́в), етнически българин, е съветски стопански и държавен ръководител – министър на газовата промишленост (1981 – 1985) и министър на нефтената промишленост (1985 – 1989).

## Биография
Роден е в българско семейство в село Луначарское, Украинска ССР (днес с. Куца Бердянка, Бердянски район, Запорожка област), на 25 декември 1924 г. Правнук е на българския революционер и емигрант Павел Динков. След като семейство Динкови е разкулачено през 1920-те години, то се преселва в станица Пашковская (днес квартал на Краснодар), където Василий израства.
Започва работа през 1941 г. като експедитор в Краснодарския градски отдел за търговия с хранителни продукти. От 1942 до 1947 г. служи в Червената армия и участва във Втората световна война. От 1946 г. е член на Всесъюзната комунистическа партия (болшевики).
От 1947 г. е партиен работник в колхоза „Път на Илич“ в Пашковски район. Постъпва (1949) в Азербайджанския нефтен институт и го завършва с отличие (1954).
Връща се в Краснодар и работи като старши инженер-механик в нефтодобивното управление „Абиннефт“, началник на отдел и после главен инженер в обединението „Краснодарнефт“. След това е главен инженер в газодобивното управление на Съвета на народното стопанство (совнархоз) в Краснодар (1959), после е началник на отдела за добив и преработка на газ в Управлението на нефтената и газовата промишленост „Краснодарнефт“. От 1962 г. е началник на Краснодарското управление на магистралните газопроводи. От 1965 до 1966 г. е началник на обединението „Кубангазпром“.
Началник е на главното управление по добив на газ в Министерството на газовата промишленост през 1966 г. Става заместник-министър на газовата промишленост през 1970 г., после е първи заместник-министър на газовата промишленост от 1979 до 1981 г. В периода май 1981 – февруари 1985 г. е министър на газовата промишленост на СССР, а от февруари 1985 до юни 1989 г. е министър на нефтената промишленост на СССР.
От 1981 до 1989 г. е депутат в Съвета на националностите на Върховния съвет на СССР от Туркменската ССР. Излиза в пенсия през 1989 г. Член е на ЦК на КПСС в периода 1986 – 1990 г.
През 1991 г. създава и оглавява руско-швейцарското смесено предприятие „СЖС – Енергодиагностика“. От 1993 г. е в администрацията на Общността на независимите държави. В държавната корпоративна група „Газпром“ е председател на тръжната комисия за изграждането на газопровода „Ямал – Европа“ (1994 – 2001) и член на Съвета на директорите до 1999 г. Умира в Москва на 25 юни 2001 г.

## Награди
- Герой на социалистическия труд (СССР) от 24 декември 1984 г.
- Награден с 3 ордена „Ленин“ (1966, 1983, 1984) и ордените „Октомврийска революция“ (1976), „Отечествена война“ 1-ва степен, „Червено знаме на труда“
- Лауреат на Държавната премия на СССР (1980)
- Лауреат на Държавната премия на Руската федерация (1994)

## Памет
- Името на Василий Динков носи руският арктически танкер „Василий Динков“,[2] построен за корабната компания „Совкомфлот“ (Санкт Петербург) и спуснат на вода на 18 декември 2007 г.[3]
- Бюст на Динков (скулптор О. Ф. Яковлев) е открит в Краснодар (на ул. Шоссе нефтяников, край сградата на „Газпром-Краснодар“) на 16 ноември 2010 г.[4]